# Валадон, Сюзанна
Сюзанна Валадо́н или Сюза́нн Валадо́н (фр. Suzanne Valadon, урождённая Мари́-Клеманти́н Вала́д (фр. Marie-Clémentine Valade); 23 сентября 1865, Бессин-сюр-Гартамп — 7 апреля 1938, Париж) — французская художница. Является первой женщиной, принятой во французский союз художников (1894). Также известна как натурщица и мать художника Мориса Утрилло. 
Валадон посвятила живописи почти 40 лет своей жизни. Сюжетами её рисунков и картин, таких, например, как «Радость жизни» (1911), служили преимущественно женские обнажённые тела, женские портреты, натюрморты и пейзажи. Валадон никогда не училась в художественной академии и никогда не ограничивалась традиционными рамками в искусстве.
Также Валадон работала натурщицей у многих известных художников. Например, она изображена на таких известных картинах, как «Танец в Буживале» (1883) и «Танец в городе» Пьера-Огюста Ренуара (1883) и «Портрет Сюзанны Валадон» (1885) Анри де Тулуз-Лотрека.

## Ранние годы

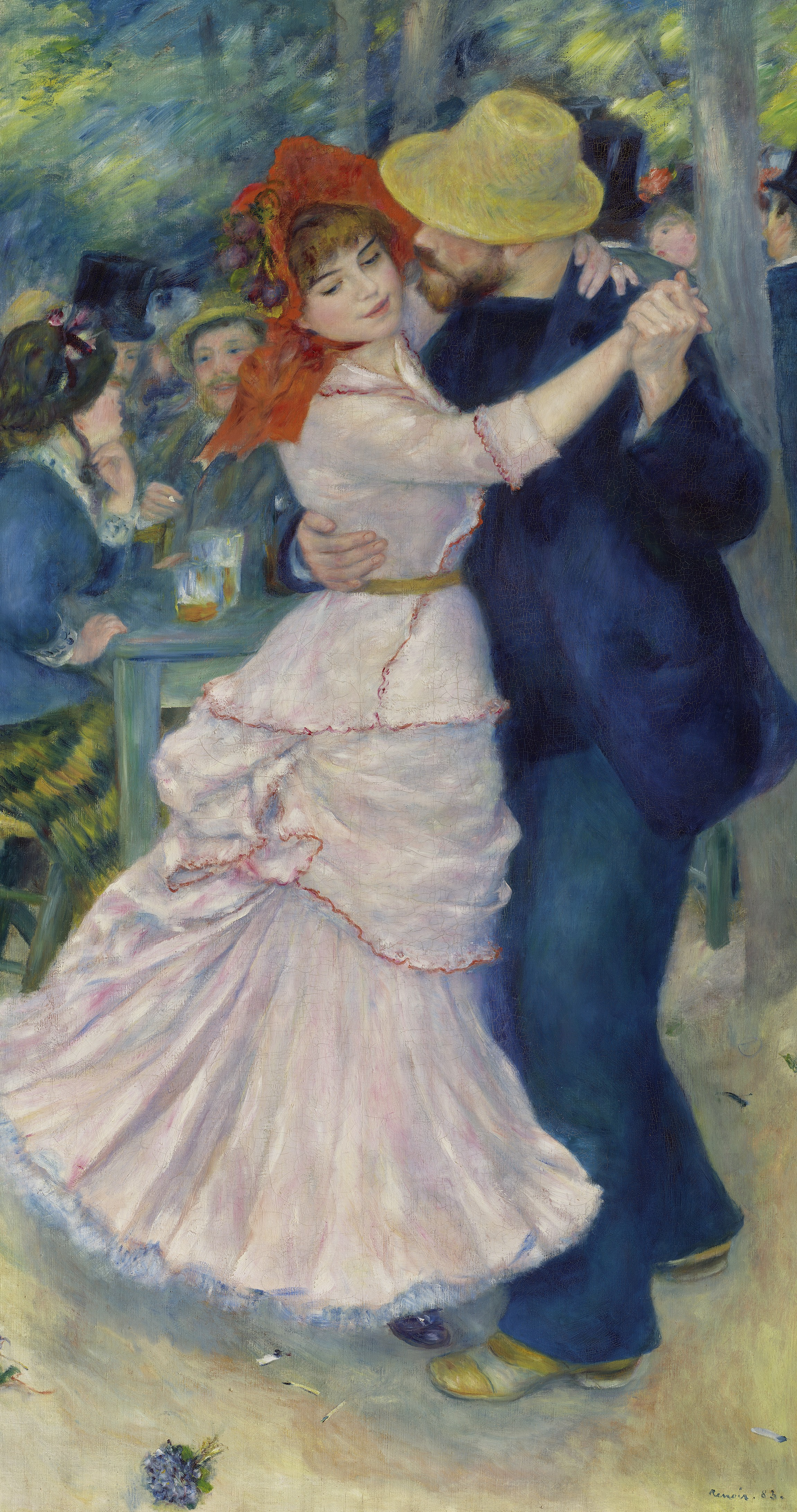
Танцующая Валадон на картине Пьера-Огюста Ренуара «Танец в Буживале» (1883)

Валадон росла в бедности одна со своей матерью, незамужней прачкой с Монмартра. Она не знала своего отца. С ранних лет проявляла свой независимый и непокорный характер. Она проучилась в начальной школе до 11 лет, затем начала работать.
Валадон сменила несколько мест работы: она трудилась в мастерской модистки, на фабрике по изготовлению похоронных венков, занималась продажей овощей и была официанткой. В возрасте 15 лет она получила работу в самой желанной для себе сфере — акробатки в цирке. Это стало возможным благодаря её связи с графом Антуаном де Ларошфуко и Тео Вагнером, двумя художниками-символистами, участвовавшим в оформлении декораций цирка, принадлежащего «Медрано». Цирк часто посещали такие художники, как Тулуз-Лотрек и Берта Моризо, что, предположительно, послужило причиной создания Моризо работы с изображением Валадон. Спустя год неудачное падение с трапеции положило конец её цирковой карьере.
Валадон, вероятно, научилась рисовать в 9 лет. В парижском квартале Монмартр она сперва проявляла свой интерес к искусству, служа натурщицей и музой для художников, одновременно с этим наблюдая и изучая их методы, что впоследствии помогло ей самой стать известной художницей.

## Модель
Валадон начала работать моделью на Монмартре в 1880 году в возрасте 15 лет. Более десяти лет она позировала для множества художников, включая Берту Моризо, Пьера Сесиля Пюви де Шаванна, Теофиля Стейнлена, Пьера-Огюста Ренуара, Жан-Жака Эннера и Анри де Тулуз-Лотрека. Валадон работала моделью под именем «Мария» до того момента, как Тулуз-Лотрек ни прозвал её «Сюзанной» на основании библейской истории о Сусанне и старцах, поскольку ему казалось, что она предпочитает позировать перед художниками старшего возраста. В течение двух лет она была любовницей Тулуз-Лотрека, отношения с которым закончились попыткой её самоубийства в 1888 году.
Валадон обучалась живописи, наблюдая за работой художников, которым она позировала. Она заработала репутацию очень целеустремлённой, амбициозной, упрямой, решительной, уверенной в себе и страстной женщины. В начале 1890-х годов Валадон подружилась с Эдгаром Дега, который находил её рисунки смелыми, а картины прекрасными. Он покупал её работы и поддерживал. Валадон оставалась одним из его ближайших друзей до самой его смерти в 1917 году. Искусствовед Хизер Докинз полагала, что опыт Валадон в качестве модели добавил глубины её собственным изображениям обнажённых женщин, которые, как правило, выходили менее идеализированными, чем у постимпрессионистов-мужчин.
Рисунок Моризо 1880 года с изображением Валадон в образе канатоходца, вероятно, является самым первым изображением её художником. Наиболее узнаваемое же раннее изображение Валадон содержит картина «Танец в Буживале» Ренуара, написанная в 1883 году, в том же году, когда она позировала для его же «Танца в городе». В 1885 году Ренуар вновь написал её портрет на полотне «Девушка, заплетающая волосы». На другом её портрете 1885 года, «Сюзанна Валадон», изображены её голова и плечи в профиль. Валадон часто посещала бары и таверны Парижа с художниками, с которыми работала, благодаря чему, например, послужила моделью для картины Тулуз-Лотрека «Похмелье».

## Художница

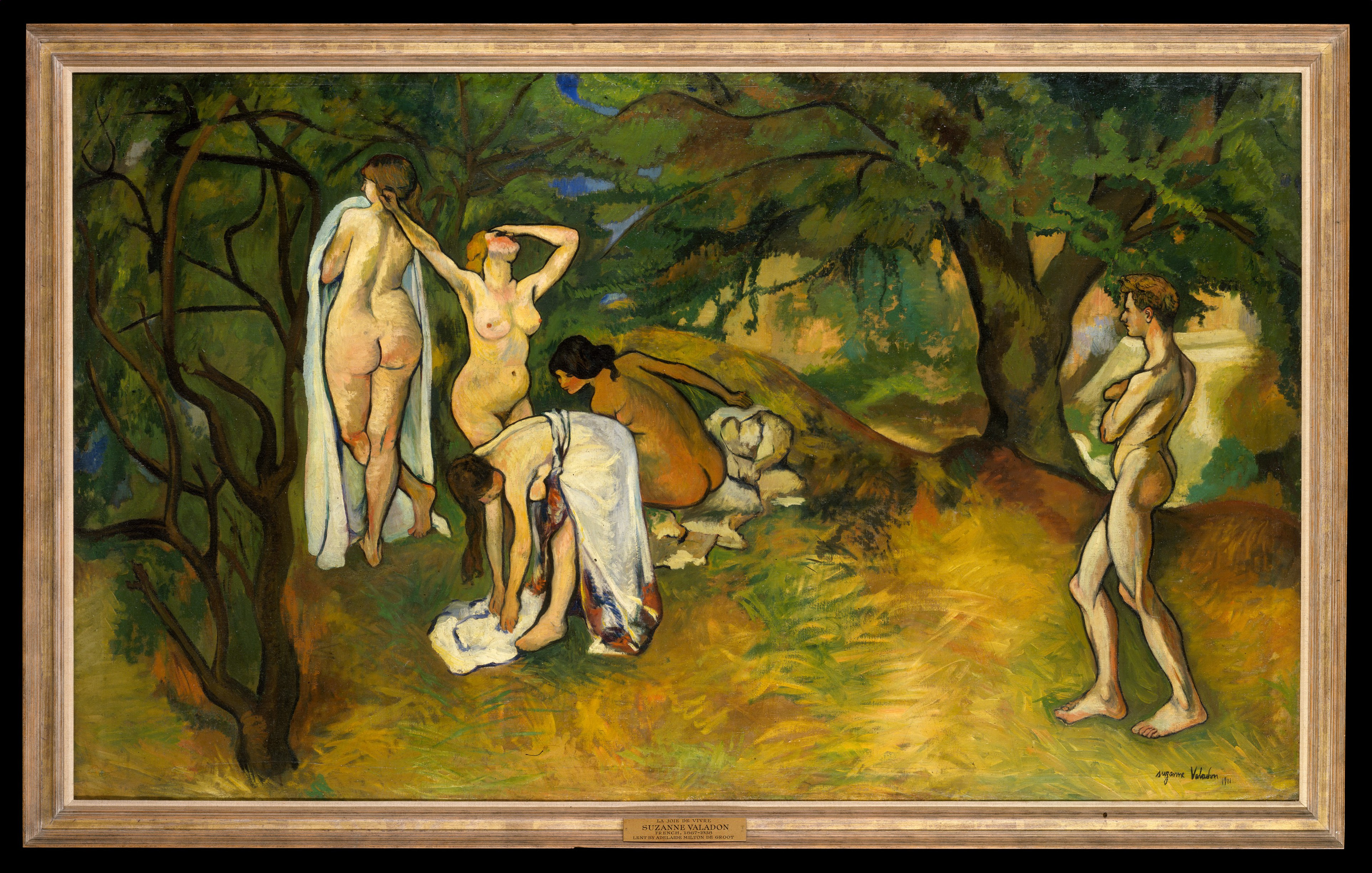
«Радость жизни (картина Валадон)» (1911), Метрополитен-музей

Валадон приобрела славу известной художницы при жизни, пользуясь уважением и поддержкой со стороны современников, таких как Эдгар Дега и Пьер-Огюст Ренуар. Её принимали в профессиональные ассоциации, а её работы жюри пропускало на выставки. Валадон вела богемный образ жизни, постоянно проявляя свой мятежный характер.
Самой ранней из сохранившихся подписанных и датированных работ Валадона является автопортрет 1883 года, нарисованный углём и пастелью. В период с 1883 по 1893 год она в основном рисовала, а писать картины начала в 1892 году. Её первыми моделями были члены семьи, особенно часто ими были её сын, мать и племянница.
Валадон начала писать на постоянной основе в 1896 году. Из-под её кисти выходили натюрморты, портреты и пейзажи, отличавшиеся строгой композицией и яркими цветами. Однако наибольшую известность Валадон принесли её откровенные обнажённые женщины. Во-многом, это произошло из-за того, что, рисуя неидеализированные обнажённые тела, она нарушала социальные нормы того времени, тем самым привлекая к своим работам дополнительное внимание.
Её самая ранняя известная картина с обнажённой женщиной была написана в 1892 году. В 1895 году арт-дилер Поль Дюран-Рюэль выставил группу из 12 гравюр Валадон, на которых были показаны женщины на разных стадиях их туалета . Позднее работы Валадон регулярно выставлялась в парижской галерее «Бернхайм-Жён». В 1894 году она стала первой женщиной, допущенной к членству в Национальном обществе изящных искусств, выдержав при этом жёсткую конкуренцию.
Валадон выставлялась на Осеннем салоне 1909 года, в также на Салоне Независимых с 1911 года и на Салоне современных художниц в 1933—1938 годах. Примечательно, что Дега был первым, кто купил у неё её рисунки, и он же познакомил её с другими коллекционерами, включая Поля Дюран-Рюэля и Амбруаза Воллара. Дега также научил её искусству гравюры на мягком грунте.

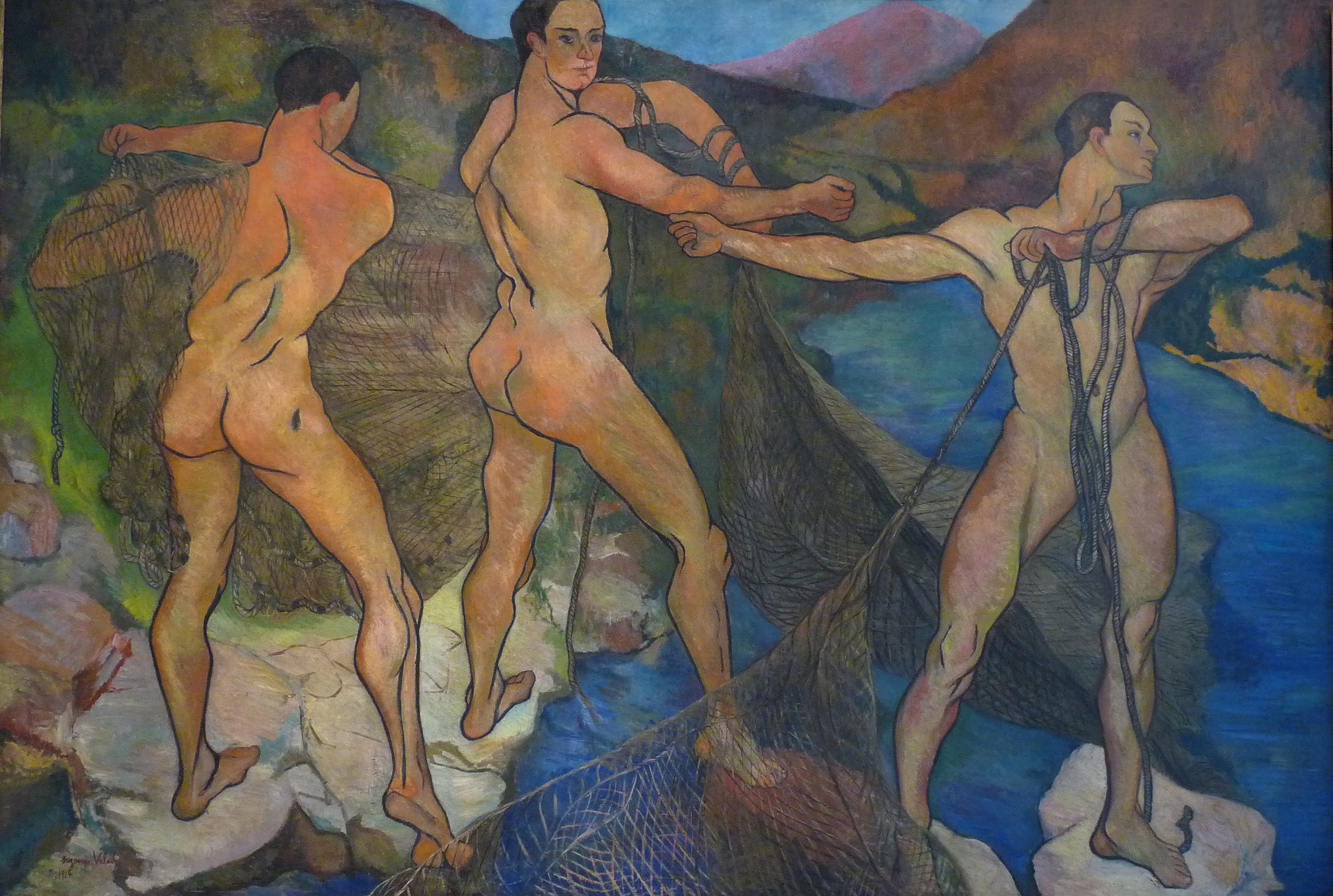
«Закидывание сети» (1914), Музей изобразительного искусства Нанси

Выйдя в 1896 году замуж за состоятельного банкира Поля Музи, Валадон полностью отдала себя живописи. В 1909 она перешла от рисунка к написанию картин. Её первые большие картины, написанные для Салона, отличались эротизмом, и являлись одними из первых примеров в современной живописи, где мужчина был объектом желания женщины, что было подобно идеализированным образам женщин у художников-мужчин. К этим картинам относятся «Адам и Ева» (1909), «Радость жизни» (1911) и «Закидывание сети» (1914). За свою жизнь Валадон создала около 273 рисунков, 478 картин и 31 гравюры, не считая подаренных или уничтоженных произведений.
Валадон пользовалась широкой известностью при жизни, особенно ближе к концу своей творческой карьеры. Её работы хранятся в собраниях Центра Жоржа Помпиду в Париже, Музея Гренобля, Метрополитен-музея в Нью-Йорке и многих других музеев мира.

### Стиль

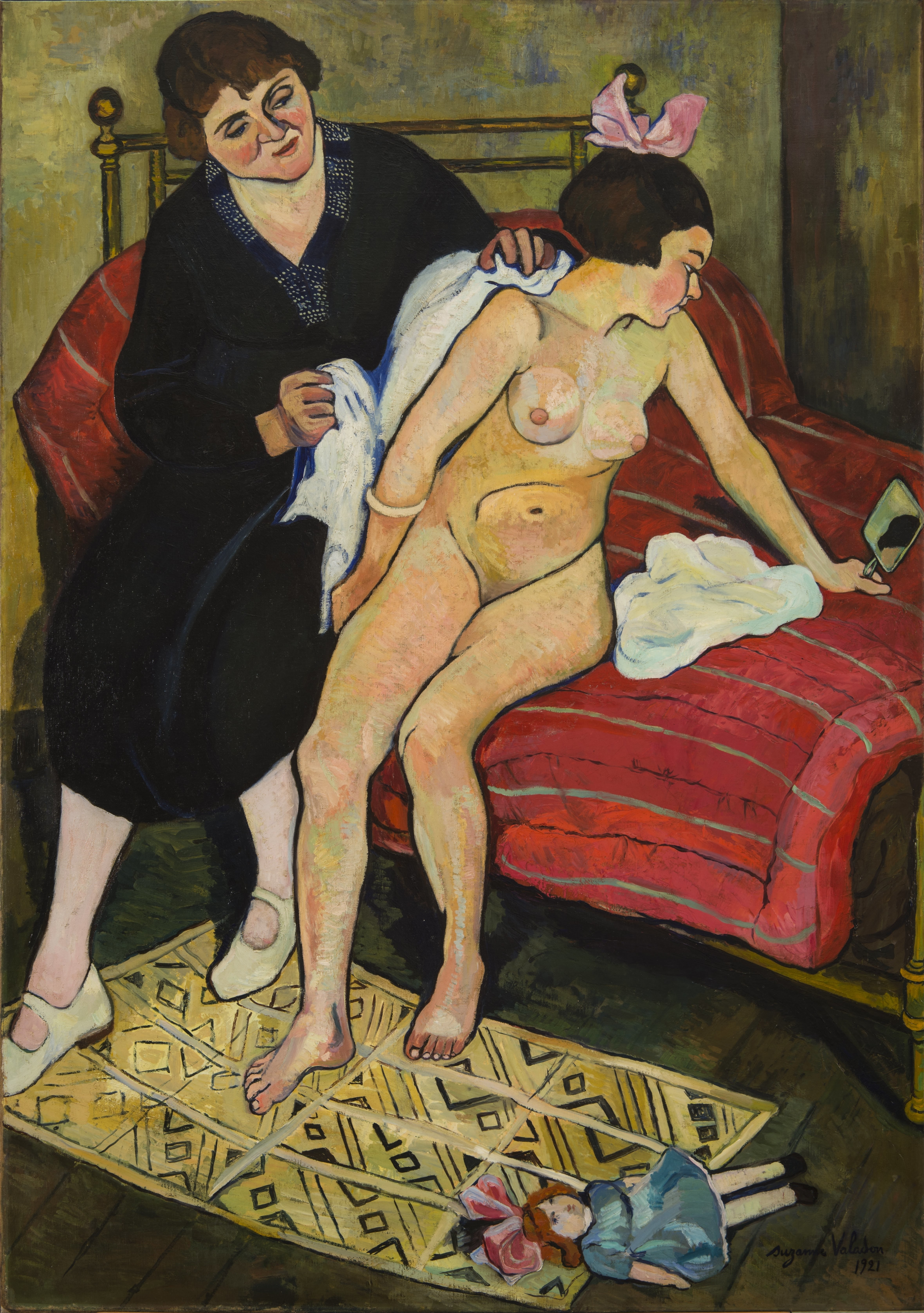
«Брошенная кукла» (1921), Национальный музей женского искусства

Валадон не была привязана к определённому стилю, но в её работах отчётливо проявляется эстетика как символизма, так и постимпрессионизма. Она работала преимущественно с масляными красками и карандашами, пастелью и красным мелом, при этом она не пользовалась тушью или акварелью, так как эти субстанции были слишком текучими, что не отвечало её потребностям. Картины Валадон отличаются насыщенными цветами и смелой, открытой кистью зачастую с использованием чётких чёрных линий, определяющих и обрисовывающих фигуры.
Автопортреты, портреты, обнажённая натура, пейзажи и натюрморты Валадон не соответствуют тенденциям и современным ей аспектам академического искусства. При этом сюжеты картин Валадон зачастую являются переосмыслением тем старых мастеров: купальщицы, лежащие обнажённые и сцены в интерьерах. Для своих картин она предпочитала брать моделей из рабочего класса. Историк искусства Патриция Мэтьюз полагала, что её социальное происхождение и личный опыт работы в качестве натурщицы являлись причиной её пристального внимания к подобным женщинам и их телам. В этом отношении она отличалась от Берты Моризо и Мэри Кэссетт, которые также писали преимущественно женщин, но «оставались в рамках приличия в своих изображениях» из-за своей принадлежности к более высокому статусу во французском обществе. Происхождение же Валадон позволило ей войти в мир искусства, где доминировали мужчины, посредством работы натурщицей, а отсутствие у неё формального академического образования, возможно, сделало её менее подверженной влиянию академических условностей. Эта разница особенно была заметна в её картинах с обнажёнными женщинами. Она сопротивлялась существовавшим тогда традициям в изображении женщин, заключавшимся в подчёркивании их классовых атрибутов и сексуальной привлекательности, посредством реалистичного изображения неидеализированных и сдержанных женщин, которые не были чрезмерно сексуализированными. Валадон также писала много обнажённых автопортретов на протяжении всей своей творческой карьеры, последний из которых реалистично изображал её стареющее тело.
Валадон подчёркивала важность композиции в своих портретов по сравнению с такими приёмами, как отображение выразительных глаз. Для её более поздних работ, таких как «Голубая комната» (1923), характерны более яркие цвета и новый для неё акцент на декоративном фоне и узорчатых материалах.
Будучи перфекционисткой, Валадон работала над некоторыми своими картинами до тринадцати лет, прежде чем представить их публике. Также работала пастелью.
Надёжной союзницей Валадон была Берта Вейль, галеристка, с 1913 по 1932 год включившая работы Сюзанны в 19 экспозиций, включая три персональные выставки.

## Личная жизнь

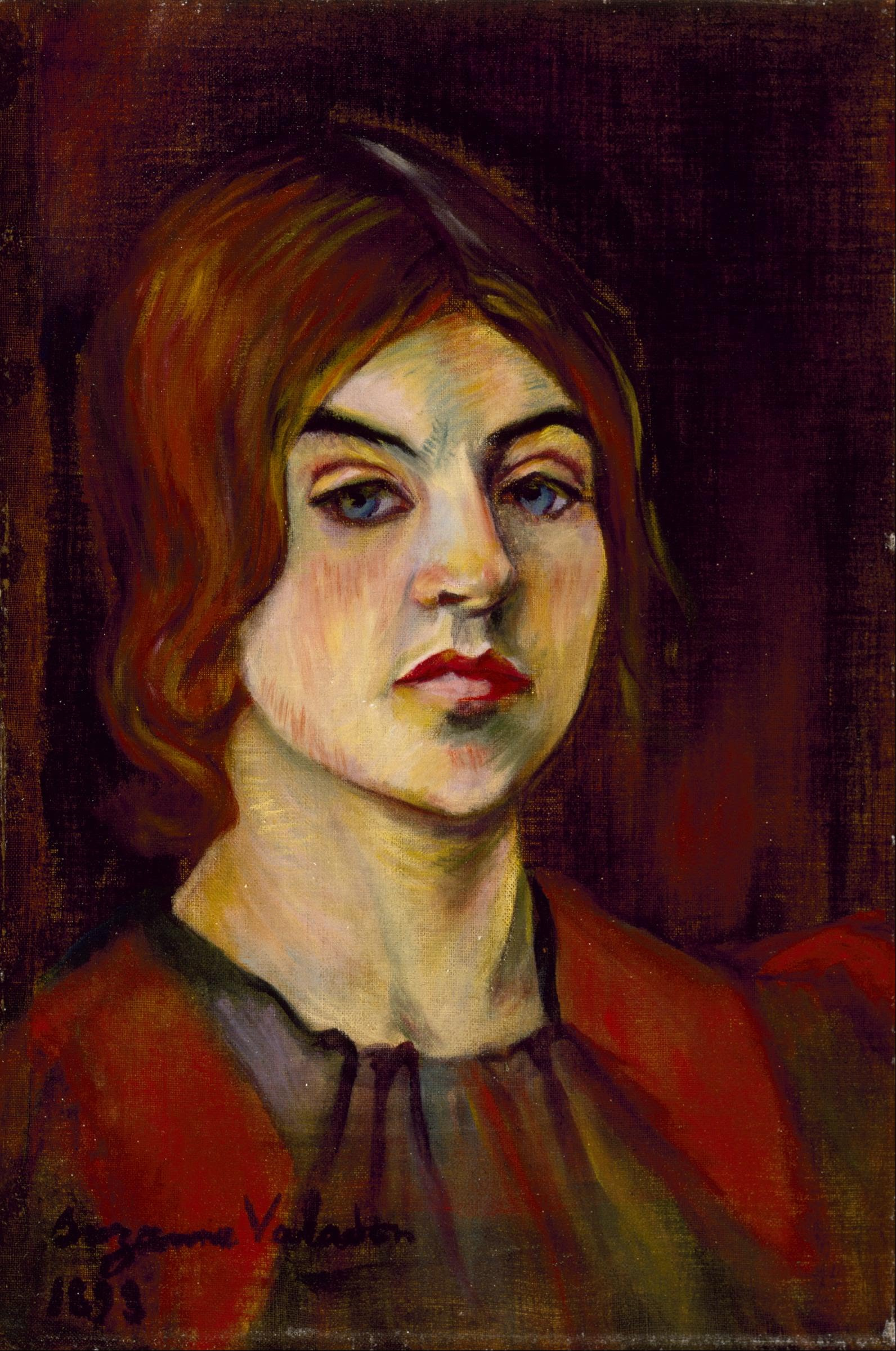
«Автопортрет» (1898), Музей изящных искусств Хьюстона

В 1883 году, в возрасте 18 лет Валадон родила сына, ставшего впоследствии известным художником Морисом Утрилло. Она заботилась о нём, когда снова вернулась к работе натурщицей. Впоследствии друг Валадон Микел Утрилло подписал документы, признающие Мориса его сыном, хотя факт истинного отцовства так и не был установлен.
В 1893 году у Валадон случился недолгий роман с композитором Эриком Сати (единственный в жизни Сати, который он не только не скрывал, но даже афишировал публично), она переехала в комнату рядом с его на улице Корто. Сати был одержим ею, называя её своей Biqui, писал ей страстные заметки о «всём её существе, прекрасных глазах, нежных руках и крошечных ножках». Через полгода Валадон разорвала с ним отношения, оставив его морально опустошённым.
В 1895 году Валадон вышла замуж за биржевого маклера Поля Музи. Она прожила с ним 13 лет в квартире в Париже и в доме на окраине города. В 1909 году у неё завязался роман с художником Андре Ютте, 23-летним другом её сына. Он выполнял для неё роль натурщика, будучи, например, изображённым в виде Адама на полотне «Адам и Ева», написанном в том же году. 
В 1913 году Валадон развелась с Музи, а в следующем году вышла замуж за Ютте. Ютте управлял её делами как художницы, также как и её сына. Валадон и Ютте регулярно выставляли свои работы вместе, пока они не развелись в 1934 году, когда Валадон было почти 70 лет. Тем не менее, они продолжали поддерживать отношения вплоть до её смерти, а впоследствии были вместе похоронены на парижском кладбище Сен-Уан.
Сюзанна Валадон была известна свободомыслием и даже эксцентричностью. Говорили, что она как-то появилась в обществе с букетиком морковки, держала в студии козу, ела свои неудачные картины и по пятницам, в честь постного дня, кормила своих кошек икрой.
Сюзанна Валадон умерла 7 апреля 1938 года в окружении друзей-художников Андре Дерена, Пабло Пикассо и Жоржа Брака. Похоронена на парижском кладбище Сент-Уан.

## Галерея

Избранные работы
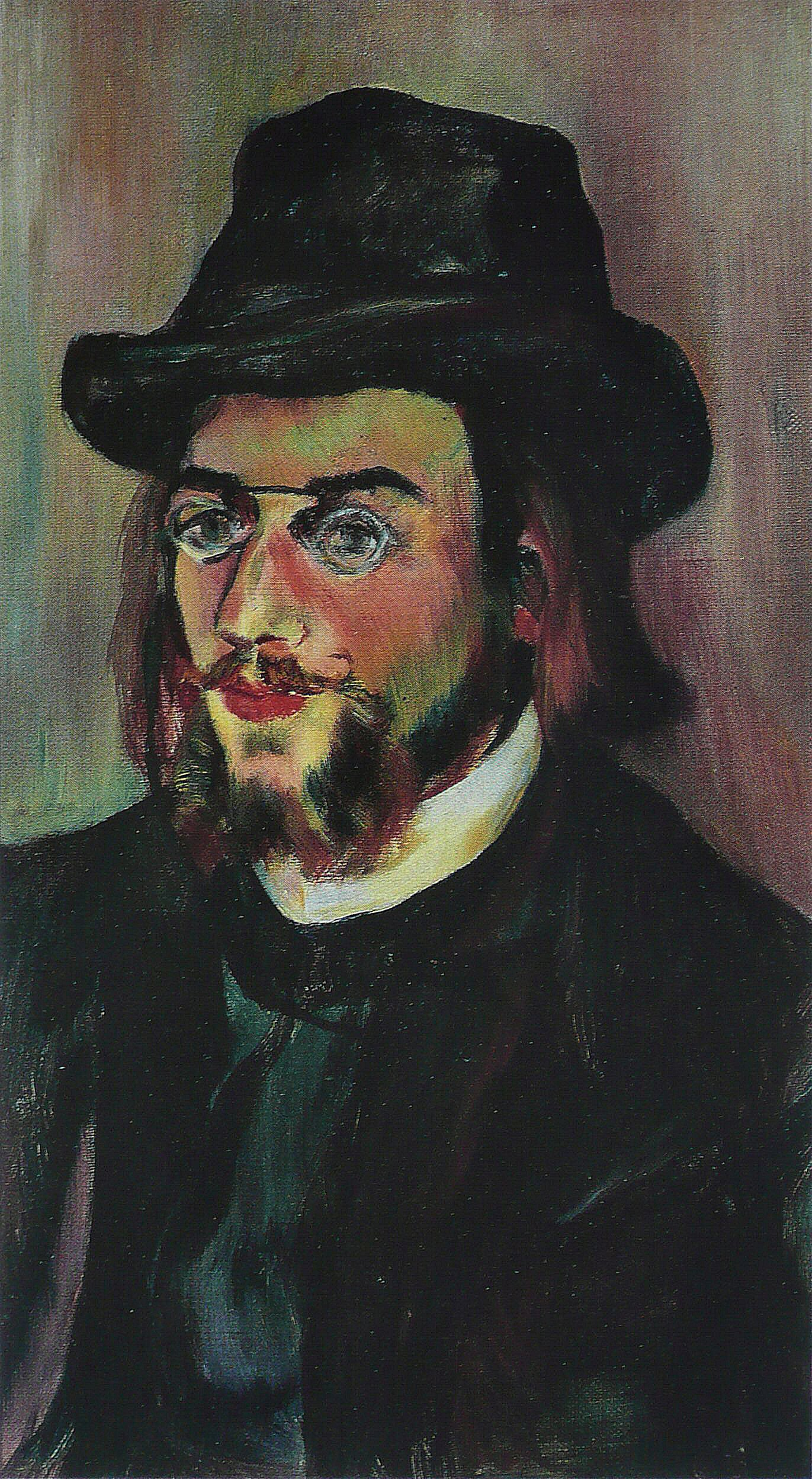
Портрет Эрика Сати, 1893, Государственный музей современного искусства, Париж
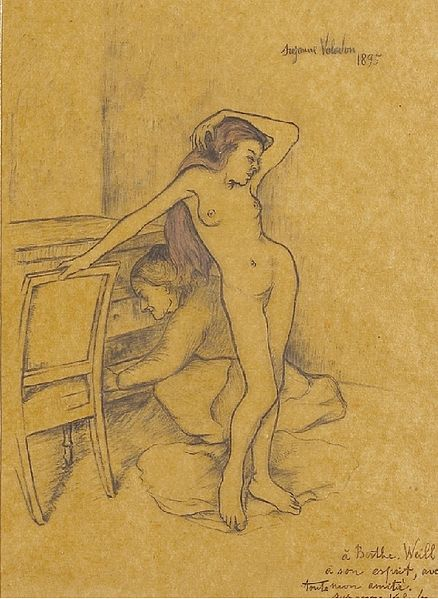
Обнажённая (посвящение Берте Вейль), 1895, архивы Берты Вейль
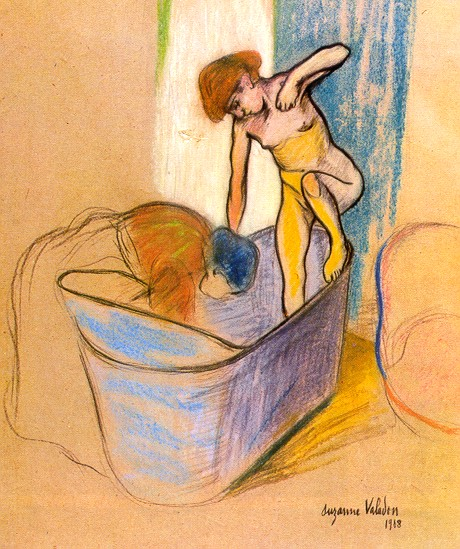
Ванна, 1908, musée de Grenoble
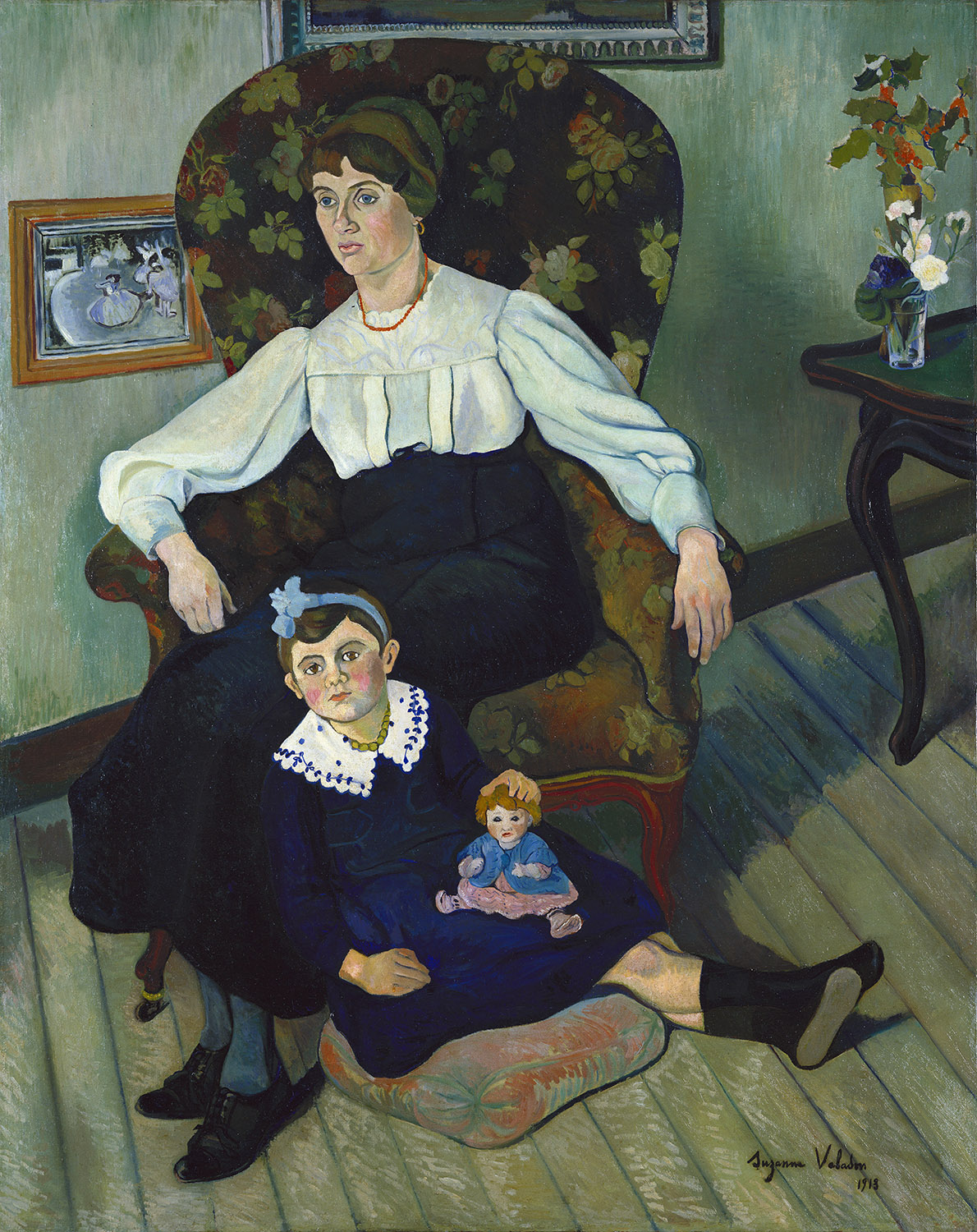
Мари Кока и ее дочь, 1913, Лионский музей изобразительных искусств, Лион
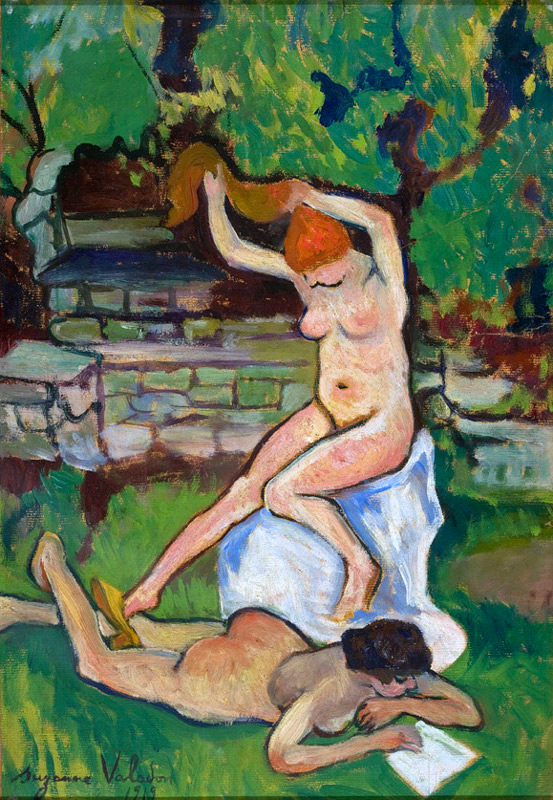
Обнажённые, 1919, Художественный музей Сан-Паулу
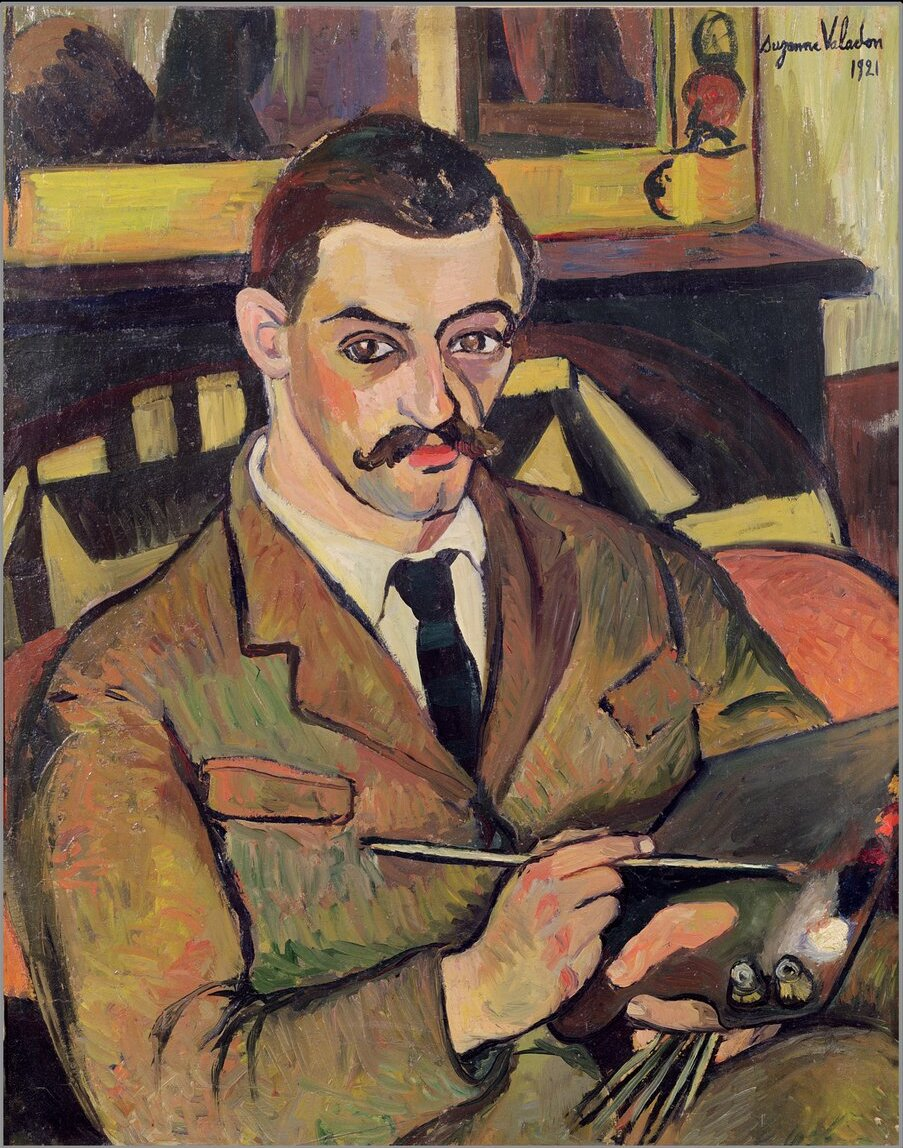
Портрет Мориса Утрилло, 1921, Музей Монмартра, Париж
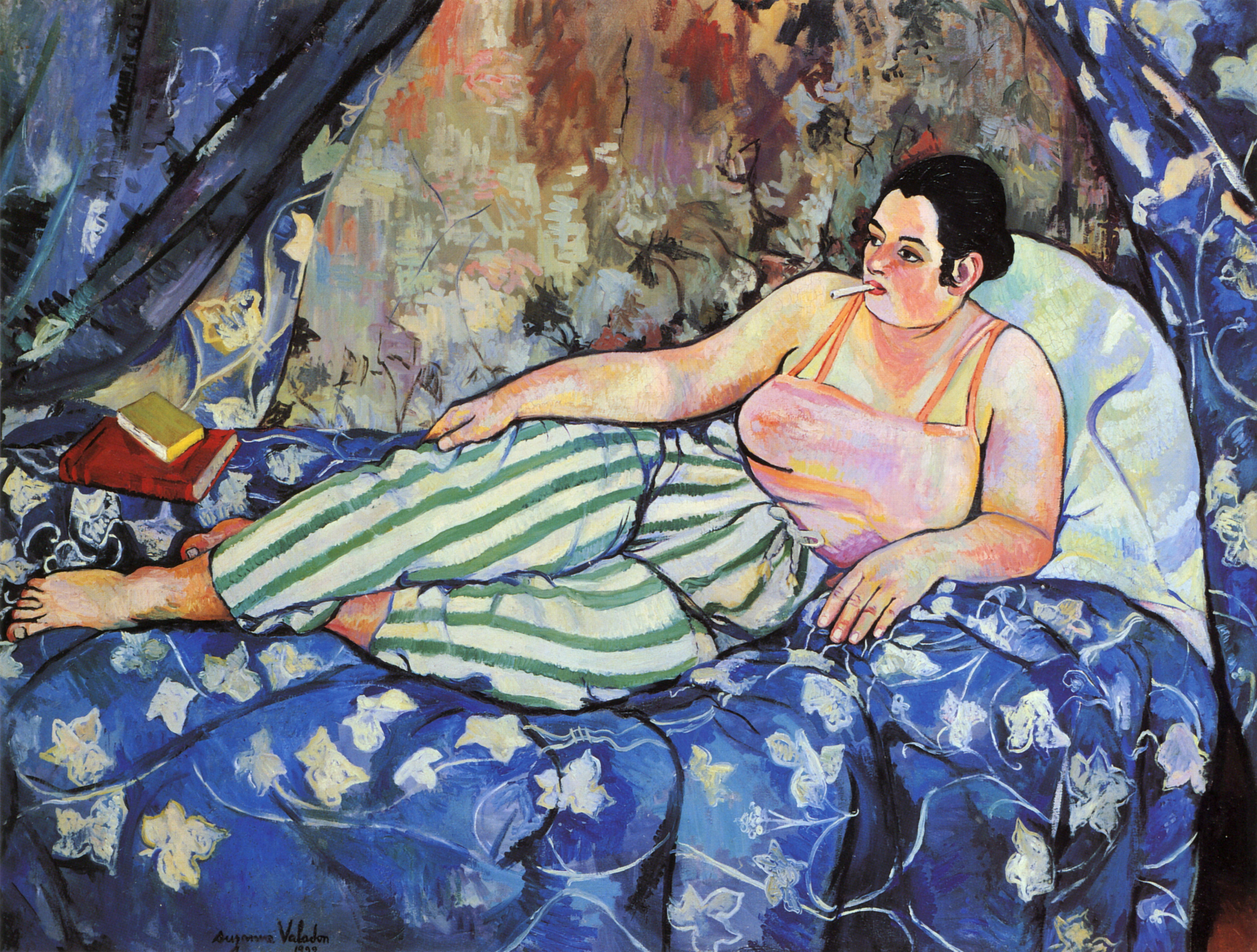
Синяя комната, 1923, Государственный музей современного искусства, Париж
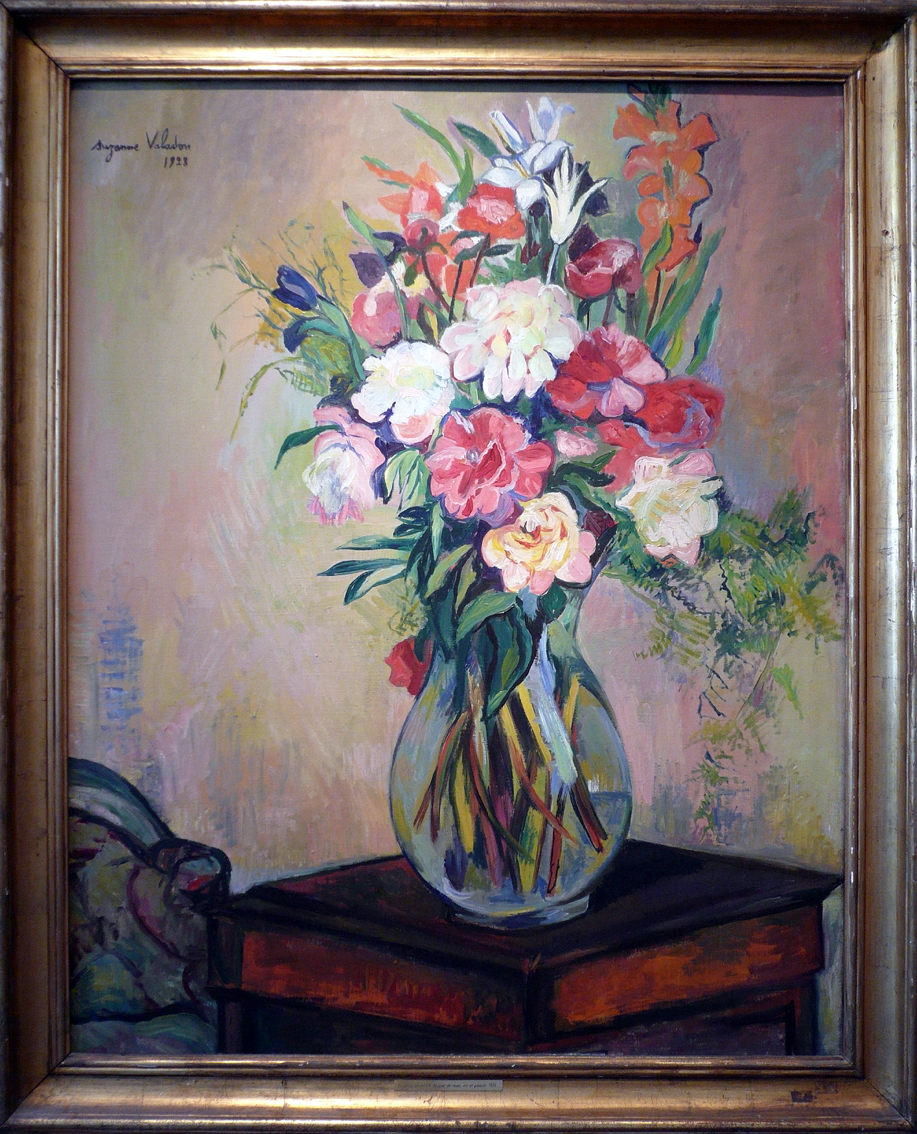
Букет цветов , 1928, musée Albert-André, Bagnols-sur-Cèze

Некоторые изображения Сюзанны Валадон
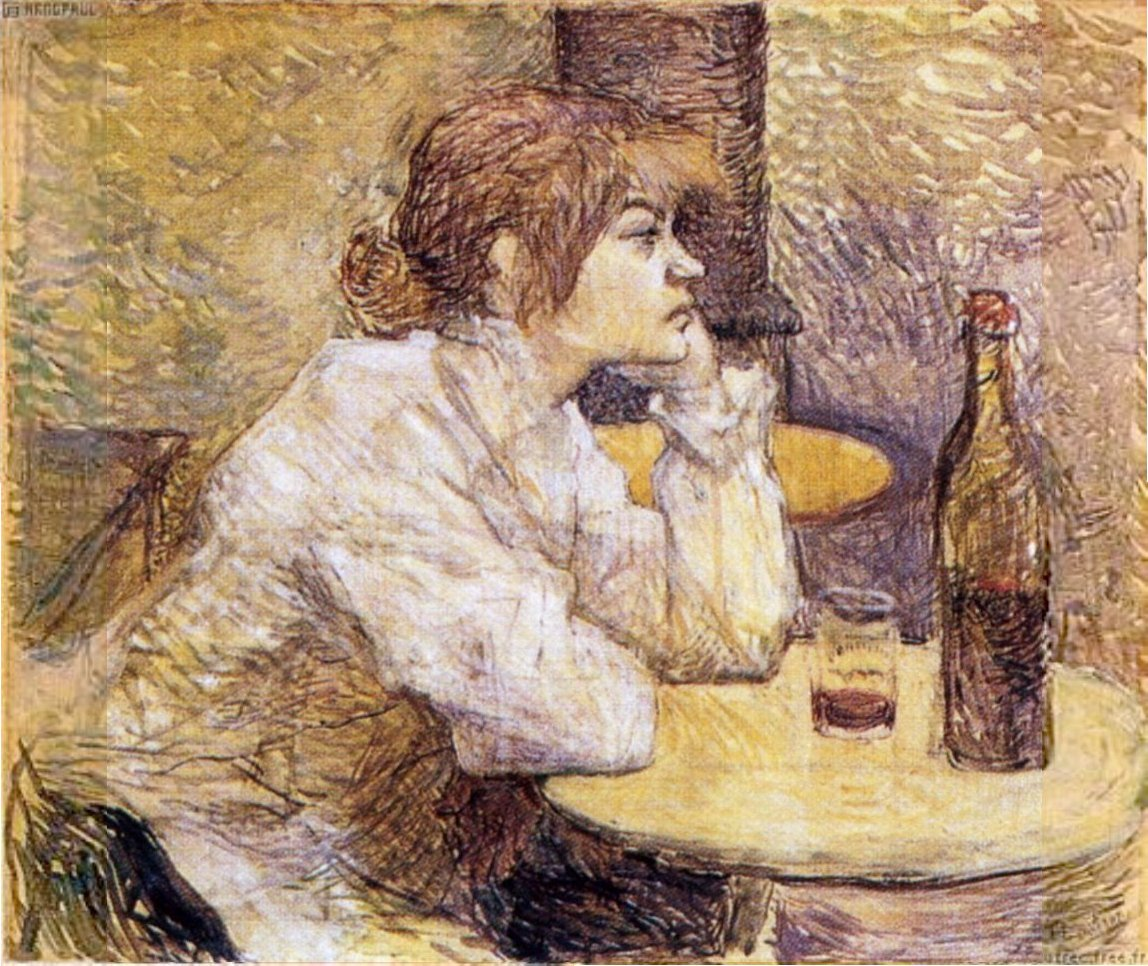
Похмелье, портрет Сюзанны Валадон кисти  Анри де Тулуз-Лотрека, ок. 1888, Fogg Art Museum
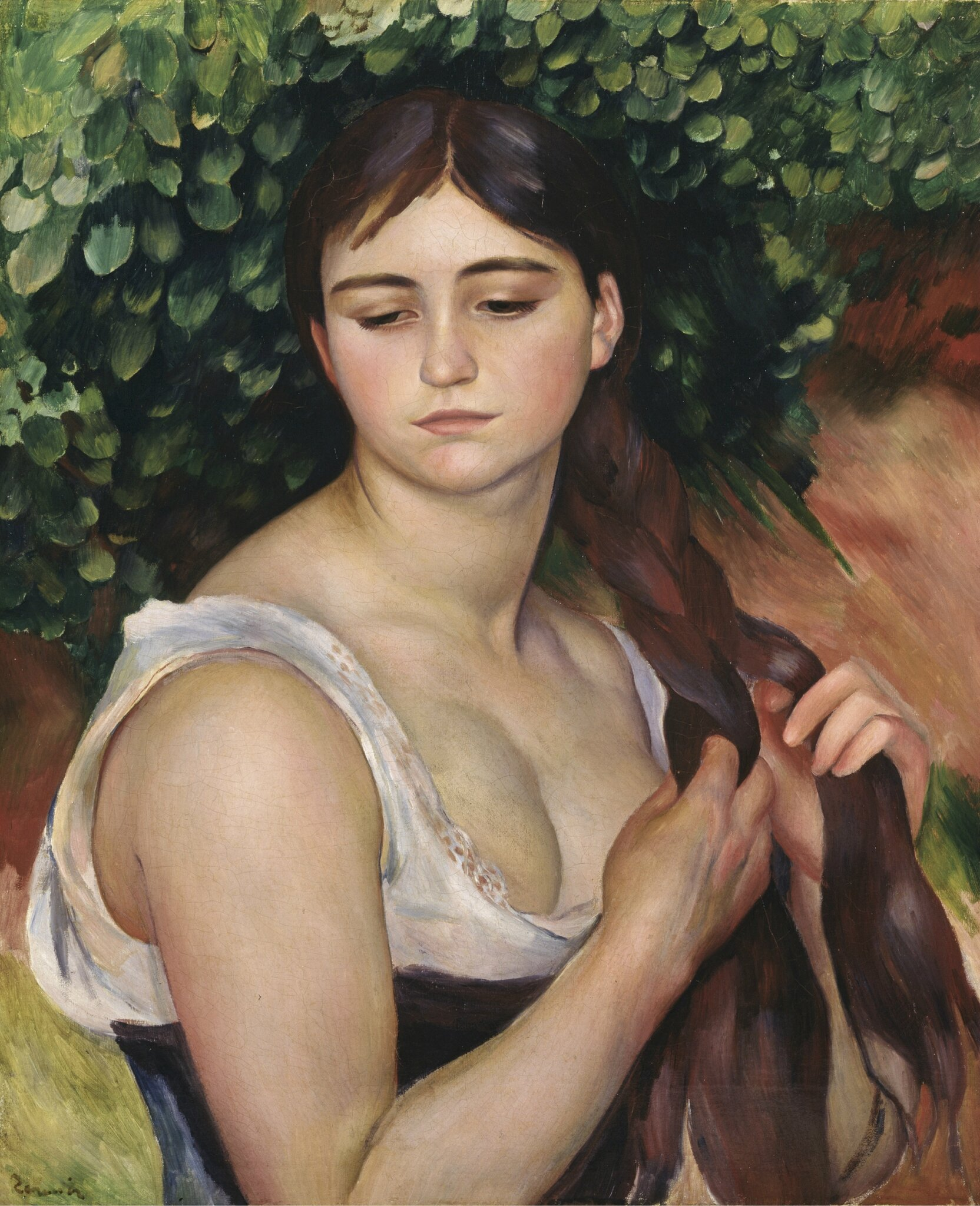
Ренуар, Коса (Сюзанна Валадон)
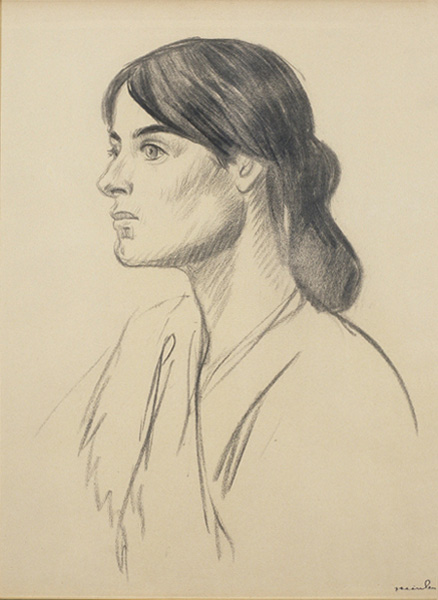
Работы Стейнлена, ок. 1880, musée Alphonse Georges Poulain
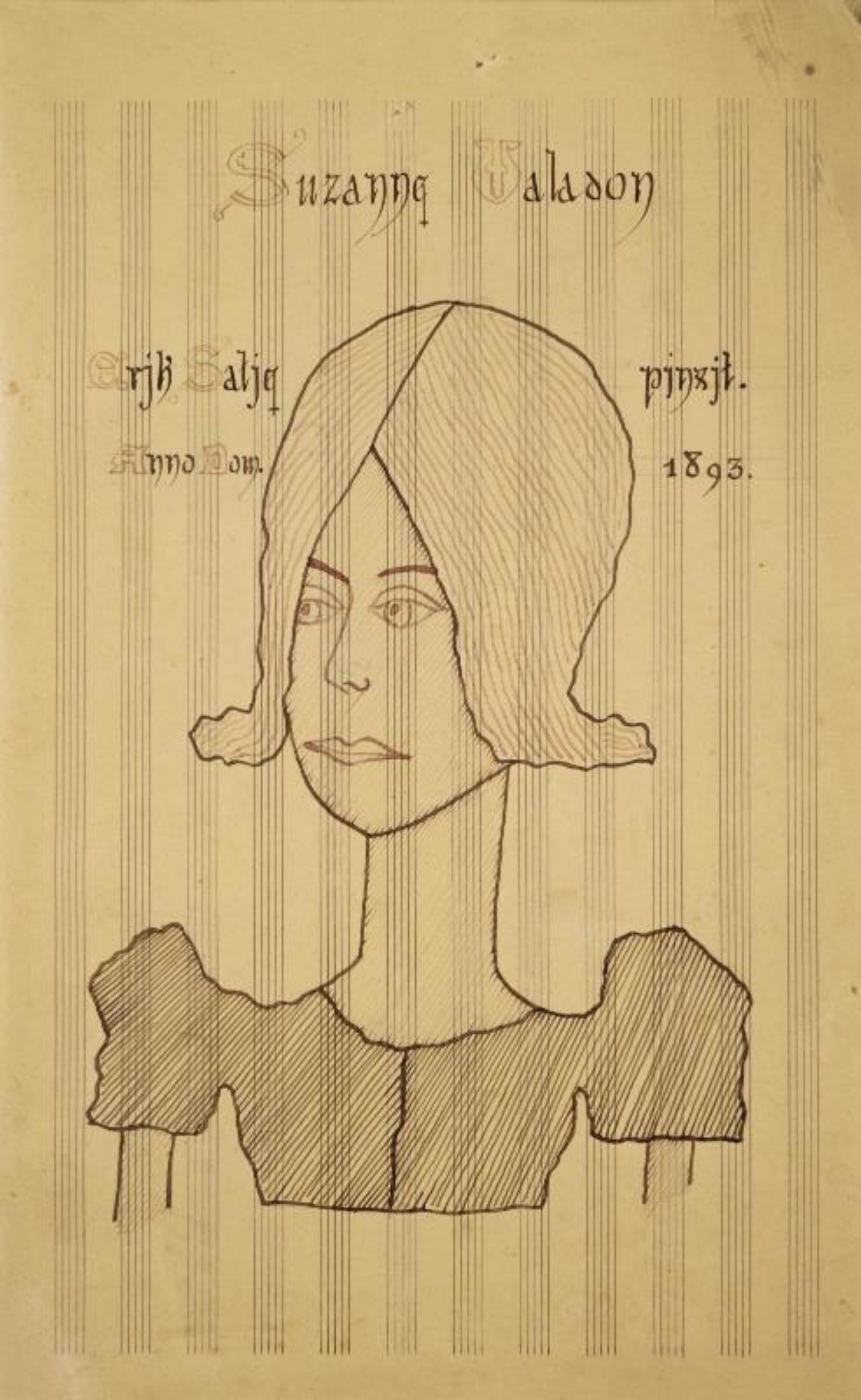
Работы Эрика Сати, 1893, Париж, фонд Эрика Сати